# Na srebrnym globie
Na srebrnym globie (en polonès Sobre el globus de plata) és una pel·lícula de ciència-ficció èpica polonesa del 1988 escrita i dirigida per Andrzej Żuławski, adaptada de Trylogia Księżycowa de Jerzy Żuławski. Protagonitzada per Andrzej Seweryn, Jerzy Trela, Iwona Bielska, Jan Frycz, Henryk Bista, Grażyna Deląg i Krystyna Janda, la trama segueix un equip d'astronautes que aterra en un planeta deshabitat i forma una societat. Molts anys després, un sol astronauta és enviat al planeta i es converteix en un messies.
La producció va tenir lloc entre 1976 i 1977, però va ser interrompuda per decisió de les autoritats poloneses. Després d'uns anys, Żuławski va poder acabar la seva pel·lícula. Es va estrenar al 41è Festival Internacional de Cinema de Canes. Ha rebut elogis de la crítica.

## Trama
En un futur llunyà, un grup de dissidents astronautes aterra en un planeta semblant a la Terra sense nom després d'escapar d'una Terra vagament distòpica i degradada. Un home anomenat Thomas sucumbeix a les seves ferides poc després. Com a conseqüència de l'accident, només queden tres astronautes, una dona anomenada Marta i dos homes, Piotr i Jerzy. Es perd la comunicació amb la Terra, els supervivents decideixen instal·lar-se a la vora del mar i donar lloc a una nova raça humana.
Després del naixement del seu primer fill, la Marta s'adona que el nen està creixent molt més ràpid que a la Terra. Més tard, un enemic invisible mata en Piotr i la Marta mor en el part. Unes dècades més tard, quan Jerzy ja és vell, la nova humanitat és una tribu de diverses desenes de persones amb les quals ja no pot establir contacte, són parcialment salvatges i veuen en Jerzy com un semidéu. Abans de morir, envia un diari de vídeo a la Terra que conté gravacions de càmeres de vídeo portàtils.
Un científic planetari anomenat Marek rep el vídeo diari i viatja al planeta. Quan arriba, els sacerdots al poder declaren que Marek és el messies, que, segons la profecia, ha d'alliberar els humans del poder d'uns humanoïdes telepàtics semblants a ocells anomenats "Sherns", els habitants natius del planeta. Marek accepta aquest paper i lidera una campanya militar contra els Shern. De tornada a la Terra, es mostra que el motiu pel qual en Marek va ser enviat a aquest planeta va ser perquè la seva xicota, una actriu, dormia amb un company oficial i volien desfer-se d'ell per continuar la seva aventura. Al principi, els humans tenen èxit i capturen el líder Shern Avius, però el desembarcament posterior a la ciutat Shern acaba en un desastre. Mentrestant, els sacerdots comencen a creure que Marek era un paria de la Terra, més que un messies que va venir a complir la profecia religiosa. Marek és apedregat i després crucificat.

## Repartiment
- Andrzej Seweryn com a Marek[3]
- Jerzy Trela com a Jerzy / l'ancià
- Grazyna Dyląg com a Ihezal
- Waldemar Kownacki com a Jacek
- Iwona Bielska as Marta
- Jerzy Gralek as Piotr
- Elzbieta Karkoszka com a Ada, filla de Marta
- Krystyna Janda as Aza
- Maciej Góraj com a Jeret i guerrer
- Henryk Talar com a guia de Mark
- Leszek Dlugosz com a Tomasz
- Jan Frycz (acreditat com a Andrzej Frycz) com a Tomasz II, fill de Marta i Tomasz
- Henryk Bista com a Gran Sacerdot Malahuda
- Wiesław Komasa com a actor
- Jerzy Goliński as astronauta
- Andrzej Lubicz-Piotrowski com Awij

## Producció

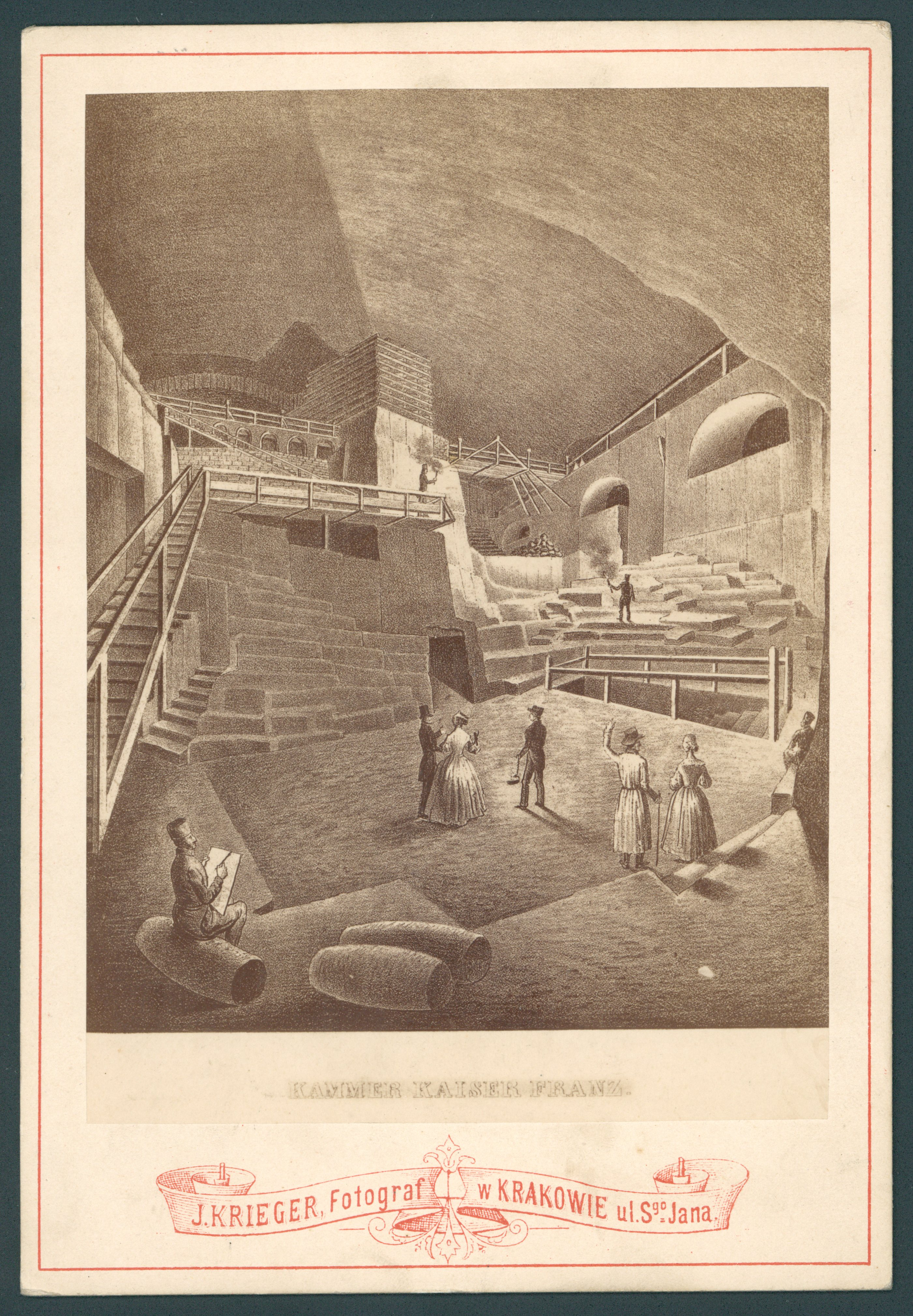
El temple subterrani va ser filmat a les mines de sal de Wieliczka.

Jerzy Żuławski va escriure la novel·la en què es basa la pel·lícula, Na srebrnym globie, al voltant de 1900 com a part de Trylogia Księżycowa. Żuławski era el besoncle d'Andrzej Żuławski. Andrzej Żuławski va deixar la seva Polònia natal per França el 1972 per evitar la censura del govern comunista polonès. Després de l'èxit de crítica de Żuławski amb la pel·lícula de 1975 L'important és estimar, les autoritats poloneses encarregades dels afers culturals van tornar a valorar la seva valoració sobre ell. El van convidar a tornar a Polònia i produir un projecte de la seva pròpia elecció. Żuławski, que sempre havia volgut fer una pel·lícula de la novel·la del seu besoncle, va veure l'oferta com una oportunitat única per aconseguir aquest objectiu.
Entre 1975 i 1977, Żuławski va adaptar la novel·la a guió. Va rodar la pel·lícula a diversos llocs, inclòs la vora del Mar Bàltic a Lisi Jar prop de Rozewie, Baixa Silèsia, les mines de sal de Wieliczka, les muntanyes Tatra, les muntanyes del Caucas a la Geòrgia, la Crimea a l'URSS, i al desert de Gobi a Mongòlia. A la tardor de 1977, el projecte es va aturar sobtadament quan Janusz Wilhelmi va ser nomenat viceministre d'afers culturals. Wilhelmi va tancar el projecte de la pel·lícula, que estava completat al vuitanta per cent, i va ordenar que es destruïssin tots els materials.
Els rodets de la pel·lícula inacabada finalment no van ser destruïts, sinó conservats, juntament amb vestuari i accessoris, per l'estudi de cinema i per membres del repartiment i de l'equip. Tot i que Wilhelmi va morir uns mesos després en un accident d'avió, la pel·lícula només es va estrenar després del final del domini comunista. El maig de 1988, es va estrenar al 41è Festival Internacional de Cinema de Canes.

## Reconeixements
| Festival           | Data | Categoria         | Receptors        | Resultat | Referències |
| Fantasporto        | 1988 | Millor pel·lícula | Andrzej Żuławski | Nominat  | [ 5 ]       |
| Festival de Sitges | 1988 | Millor pel·lícula | Andrzej Żuławski | Nominat  | [ 6 ]       |